# Mistrzostwa Świata w Kolarstwie BMX 2013
18. Mistrzostwa świata w kolarstwie BMX odbyły się w nowozelandzkim Auckland, w dniach 24–28 lipca 2013 roku. W programie znalazło się osiem konkurencji: wyścig elite i juniorów oraz jazda na czas elite i juniorów, zarówno dla kobiet jak i mężczyzn. Były to pierwsze mistrzostwa świata BMX rozgrywane w tym kraju. W klasyfikacji medalowej zwyciężyli reprezentanci USA zdobywając łącznie siedem medali, w tym cztery złote i trzy srebrne.

## Medaliści
| Konkurencja:           | Złoto:            | Srebro:         | Brąz:             |
| Klasyfikacja mężczyzn  |                   |                 |                   |
| Elite                  | Liam Phillips     | Marc Willers    | Luis Brethaueur   |
| Jazda na czas          | Connor Fields     | Joris Daudet    | Sylvain André     |
| Juniorzy               | Sean Gaian        | Gonzalo Molina  | Jéremy Rencurel   |
| Jazda na czas juniorów | Romain Mahieu     | Sean Gaian      | Niek Kimmann      |
| Klasyfikacja kobiet    |                   |                 |                   |
| Elite                  | Caroline Buchanan | Lauren Reynolds | Manon Valentino   |
| Jazda na czas          | Mariana Pajón     | Alise Post      | Caroline Buchanan |
| Juniorki               | Felicia Stencil   | Shayona Glynn   | Hannah Sarten     |
| Jazda na czas juniorek | Felicia Stencil   | Rachel Jones    | Sarah Sailer      |

## Tabela medalowa
| Miejsce | Państwo           | Złoto | Srebro | Brąz | Razem |
| ------- | ----------------- | ----- | ------ | ---- | ----- |
| 1       | Stany Zjednoczone | 4     | 3      | 0    | 7     |
| 2       | Australia         | 1     | 2      | 1    | 4     |
| 3       | Francja           | 1     | 1      | 3    | 5     |
| 4       | Kolumbia          | 1     | 0      | 0    | 1     |
| 5       | Nowa Zelandia     | 0     | 1      | 1    | 2     |
| 6       | Argentyna         | 0     | 1      | 0    | 1     |
| 7       | Niemcy            | 0     | 0      | 2    | 2     |
| 8       | Holandia          | 0     | 0      | 1    | 1     |